# Jeremias Caggiano
Pour les articles homonymes, voir Caggiano (homonymie).
Jeremías Caggiano est un footballeur italo-argentin né le 15 mars 1983 à Mar del Plata (Argentine). Il joue au poste d'attaquant.
Arrivé avec la nationalité argentine en France, il a opté au début de la saison 2006-2007 pour la nationalité italienne.

## Biographie
De 2001 a 2004, Jérémias Caggiano joue en Argentine au CA Independiente il y joue 28 match et marque 5 buts. En 2004 il quitte son club pour rejoindre un autre club argentin celui de Club Atlético Huracán  il joue 35 matchs et marquera 16 buts. Supervisé par plusieurs clubs à l'été 2005 il signe en France à Guingamp en Bretagne qui joue en Ligue 2, mais il se blesse à l’entraînement et ne joue que 6 matchs pour 4 buts. Il est alors prêté à son ancien club argentin du CA Independiente. Il ne retrouve pas beaucoup les terrains, seulement 8 matchs pour 1 but. Il revient donc en Bretagne et espère réaliser une meilleure saison. Il s'impose au fur a mesure des matchs ; il joue 35 matchs et marque 16 buts. À l'été 2007 à la suite de l'arrivée d'un attaquant brésilien Eduardo, il est de nouveau prêté en Argentine à l'Estudiantes LP où il joue trois matchs et ne marque aucun but à la suite d'une blessure. Patrick Remy annonce à Jérémias qu'il ne compte plus sur lui qu'il peut quitter l'En Avant de Guingamp à la suite de la performance d'Eduardo sur l'attaque guingampaise.
Il est sans club pendant un an de juillet 2007 à août 2008. En 2008 un nouveau challenge pour l'attaquant en Espagne cette fois-ci en Liga Adelante équivalent de la Ligue 2 en France. De 2008 à 2009 il joue au Chili.

## Carrière
- 2001-2004 :  Independiente (28 matchs, 5 buts)
- 2004-2005 :  Club Atlético Huracán (35 matchs, 16 buts)
- 2005 :  EA Guingamp (6 matchs, 4 buts)
- 2005 :  Independiente (8 matchs, 1 but)
- 2006-2007 :  EA Guingamp (32 matchs, 11 buts)
- 2007 :  Estudiantes LP (prêt) (3 matchs, 0 but)
- 2008 :  Albacete Balompié
- 2008-2009 :  Universidad Católica